# Fallen (Sarah McLachlan)
Fallen è un singolo della cantante canadese Sarah McLachlan, pubblicato nel 2003 ed estratto dall'album Afterglow.
Il brano ha ricevuto la candidatura per il Grammy Award alla miglior interpretazione vocale femminile pop nel 2004.

## Tracce
- CD (Versione 1)

1. Fallen (radio mix)
2. Answer (live)
3. Hold on
4. Fallen (video)